# Яміль Перальта
Яміль Альберто Перальта Хара (ісп. Yamil Alberto Peralta Jara; 16 липня 1991, Трес-де-Фебреро) — аргентинський професійний боксер, призер чемпіонату світу серед аматорів.

## Аматорська кар'єра
2010 року Яміль Перальта завоював бронзову медаль на Південноамериканських іграх у напівважкій вазі. Після цього перейшов до важкої ваги.
2011 року завоював бронзову медаль на Панамериканських іграх. На чемпіонаті світу 2011 програв у першому бою, але пройшов відбір на Літні Олімпійські ігри 2012 у кваліфікаційному турнірі. На Олімпіаді у першому бою переміг Шуаїба Булудината (Алжир), а у наступному програв Тервелу Пулеву (Болгарія).
На чемпіонаті світу 2013 завоював бронзову медаль, здобувши три перемоги і програвши у півфіналі Євгену Тищенко (Росія).
2014 року став чемпіоном Південноамериканських ігор.
На чемпіонаті світу 2015 програв у другому бою Абдулкадиру Абдуллаєву (Азербайджан).
На Олімпійських іграх 2016 у першому бою переміг Давида Графа (Німеччина), а у наступному програв Ерісланді Савону (Куба).
На чемпіонаті світу 2017 програв у першому бою.

## Професіональна кар'єра
У серпні 2018 року провів перший професійний бій. Впродовж 2018—2024 років провів 19 боїв.
7 травня 2022 року зазнав першої поразки розділеним рішенням суддів від Раяна Розікі (Канада).
22 березня 2024 року в бою проти Табісо Мчуну (ПАР) завоював титул WBC Silver в першій важкій вазі.
7 грудня 2024 року в бою за вакантний титул «тимчасового» чемпіона WBC в першій важкій вазі вдруге зустрівся з Раяном Розікі. Поєдинок завершився нічиєю.